# 91 Aquarii

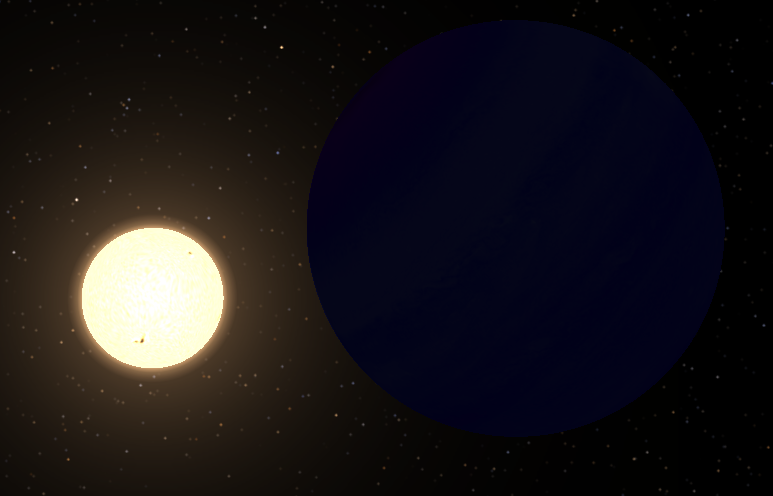
Imagem ilustrativa de 91 Aquarii e seu planeta.

91 Aquarii, também conhecida como Psi1 Aquarii, é um sistema estelar múltiplo, a cerca de 148 anos-luz da Terra, situado na constelação de Aquarius. O sistema é composto por cinco estrelas, com a estrela primária sendo uma gigante laranja.
A partir de 2003 sabe-se que um exoplaneta orbita a estrela pimária.

## Sistema estelar
A estrela primária (91 Aquarii A) é uma gigante laranja com uma magnitude aparente de +4,24. Com uma separação de 49,6 segundos de arcos da estrela primária existe uma estrela binária composta de 2 estrelas de magnitude 10 (91 Aquarii B e C). Estão a 0,3 segundos de arco uma da outra. O sistema possui ainda outros dois componentes, uma estrela de magnitude 13, 91 Aquarii D, a 80,4 segundos de arco da estrela primária, e uma estrela de magnitude 14, 91 Aquarii E, a 19,7 segundos de arco da B.

## Sistema planetário
Em 2003, foi anunciada a existência de um exoplaneta a orbitar a estrela gigante.